# Rebrișoara
Rebrișoara é uma comuna romena localizada no distrito de Bistrița-Năsăud, na região histórica da Transilvânia. A comuna possui uma área de 136.87 km² e sua população era de 4883 habitantes segundo o censo de 2007.